# Вольная борьба на летних Олимпийских играх 1928 — свыше 87 кг

Соревнования по вольной борьбе в рамках Олимпийских игр 1928 года в тяжёлом весе (свыше 87 килограммов) прошли в Антверпене 1 августа 1928 года в Power Sports Building. 
Для участия в соревнованиях заявились 9 спортсменов из 7 стран. От каждой страны мог принять участие лишь один представитель, поэтому швейцарцы Бахманн и Баудербахен в соревнованиях не участвовали; таким образом титул разыгрывался между 7 борцами. 
Как таковых фаворитов не было, поскольку крупных международных соревнований в вольной борьбе с олимпийских игр 1924 года не проводилось. Претендентом можно было назвать Анри Вернли, серебряного медалиста игр 1924 года. Соревнования проводились по турнирной системе Бергваля.
Вернли во втором крцге проиграл будущему финалисту Эду Джорджу, и выбыл из борьбы за титул, а позднее и за медали. В финале Юхан Рихтгоф победил Джорджа, завоевав свою первую золотую олимпийскую медаль, которую подтвердит через четыре года, став первым борцом-вольником тяжёлого веса, сумевшим отстоять свой титул. Джордж выбыл в турнир за второе место, но там тоже проиграл финну Аукусти Сихволе, который победив в этом турнире ещё Эдмона Дама, отправил их обоих в турнир за третье место. В том турнире их было только двое и Дам победил. 

## Призовые места
- Юхан Рихтгоф
- Аукусти Сихвола
- Эдмон Дам

## Турнир за первое место
В левой колонке — победители встреч. Мелким шрифтом набраны те проигравшие, которых победители «тащат» за собой по турнирной таблице, с указанием турнира (небольшой медалью), право на участие в котором имеется у проигравшего. 

### Первый круг
| Участник 1              | Участник 2      |
| ----------------------- | --------------- |
| Эд Джордж Ё. МакКриди   | Ёрл МакКриди    |
| Анри Вернли Л. Шарле    | Леон Шарле      |
| Юхан Рихтгоф А. Сихвола | Аукусти Сихвола |
| Эдмон Дам               |                 |

### Полуфинал
| Участник 1                                | Участник 2  |
| ----------------------------------------- | ----------- |
| Эд Джордж Ё. МакКриди, А. Вернли Л. Шарле | Анри Вернли |
| Юхан Рихтгоф А. Сихвола, Э. Дам           | Эдмон Дам   |

### Финал
| Участник 1                                                                 | Участник 2 |
| -------------------------------------------------------------------------- | ---------- |
| Юхан Рихтгоф А. Сихвола, Э. Дам, Э. Джордж Ё. МакКриди, А. Вернли Л. Шарле | Эд Джордж  |

## Турнир за второе место
| Участник 1                                           | Участник 2 |
| ---------------------------------------------------- | ---------- |
| Аукусти Сихвола Э. Джордж Ё. МакКриди, А. Вернли /s> | Эд Джордж  |

| Участник 1             | Участник 2 |
| ---------------------- | ---------- |
| Аукусти Сихвола Э. Дам | Эдмон Дам  |

## Турнир за третье место
| Участник 1 | Участник 2 |
| ---------- | ---------- |
| Эдмон Дам  | Эд Джордж  |